# Alan Nunnelee

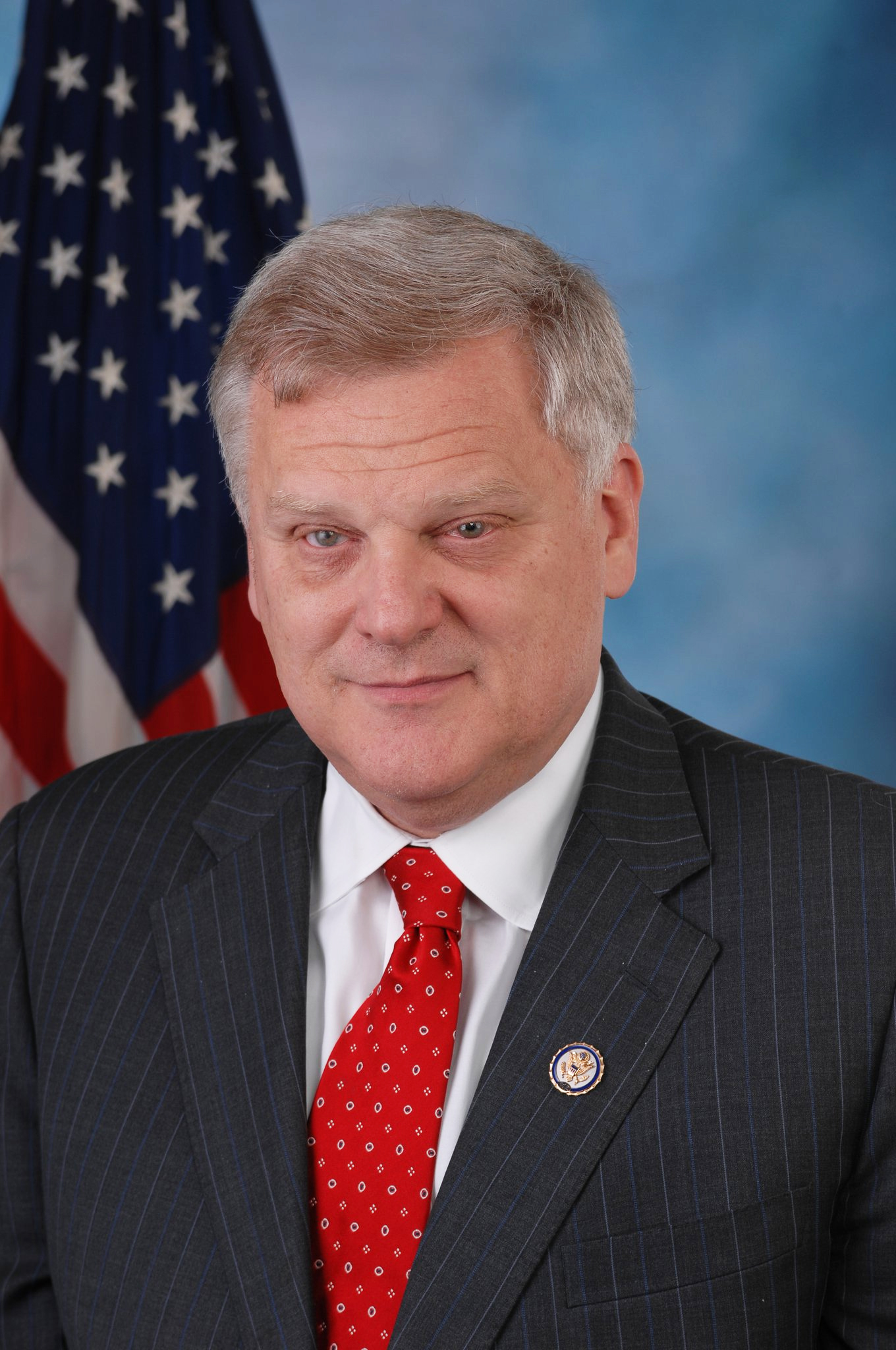
Alan Nunnelee (2011)

Patrick Alan Nunnelee (* 9. Oktober 1958 in Tupelo, Mississippi; † 6. Februar 2015 ebenda) war ein US-amerikanischer Politiker. Er vertrat von 2011 bis zu seinem Tod den Bundesstaat Mississippi im US-Repräsentantenhaus.

## Werdegang
Alan Nunnelee besuchte bis 1976 die Clinton High School in seinem Heimatstaat Mississippi.  Danach studierte er bis 1980 an der Mississippi State University. In der Folge arbeitete er für die Versicherungsgesellschaft American Funeral Assurance Co., bei der er bis in den Vorstand als Vizepräsident für Verkauf und Marketing aufstieg. Sein Vater war damals Vorstandsvorsitzender dieses Unternehmens. Zusammen mit ihm gründete er die Firmen Allied Funeral Associates Inc und  Allied Funeral Associates Insurance Co. Politisch wurde er Mitglied der Republikanischen Partei. Zwischen 1995 und 2010 gehörte er dem Senat von Mississippi an. Dort war er zeitweise Mitglied im Bewilligungsausschuss.
Bei den Kongresswahlen des Jahres 2010 wurde Nunnelee im ersten Wahlbezirk von Mississippi in das US-Repräsentantenhaus in Washington, D.C. gewählt, wo er am 3. Januar 2011 die Nachfolge des ihm zuvor unterlegenen Demokraten Travis Childers antrat. Im Kongress war er Mitglied im Bewilligungsausschuss sowie in drei Unterausschüssen. Er gehörte außerdem fünf Congressional Caucuses an. Bei den Kongresswahlen 2012 setzte Nunnelee sich mit 60:37 Prozent der Stimmen gegen den Demokraten Brad Morris durch.
Mit seiner Frau Tori hatte er drei Kinder.